# Peter Madsen
Peter Planch Madsen (Roskilde, Dinamarca, 26 de abril de 1978), exfutbolista danés. Jugaba de delantero y su último equipo fue el Lyngby BK de Dinamarca. 

## Selección nacional
Ha sido internacional con la selección de fútbol de Dinamarca, ha jugado 13 partidos internacionales y ha anotado 3 goles.

### Participaciones en Copas del Mundo
| Mundial                        | Sede                  | Resultado        |
| ------------------------------ | --------------------- | ---------------- |
| Copa Mundial de Fútbol de 2002 | Japón y Corea del Sur | Octavos de final |

## Clubes
| Club                   | País       | Año       |
| ---------------------- | ---------- | --------- |
| Brøndby IF             | Dinamarca  | 1997-2003 |
| VfL Wolfsburg (cedido) | Alemania   | 2003      |
| VfL Bochum             | Alemania   | 2003-2005 |
| FC Colonia             | Alemania   | 2005-2007 |
| Southampton FC         | Inglaterra | 2006      |
| Brøndby IF (cedido)    | Dinamarca  | 2007-2012 |
| Lyngby BK (cedido)     | Dinamarca  | 2011-2012 |

## Palmarés

### Campeonatos nacionales
| Título            | Club       | País      | Año  |
| ----------------- | ---------- | --------- | ---- |
| Superliga Danesa  | Brøndby IF | Dinamarca | 1997 |
| Superliga Danesa  | Brøndby IF | Dinamarca | 1998 |
| Copa de Dinamarca | Brøndby IF | Dinamarca | 1998 |
| Superliga Danesa  | Brøndby IF | Dinamarca | 2002 |